# Søhedens Bakke
Søhedens Bakke är en kulle i Danmark.   Den ligger i Brønderslevs kommun i Region Nordjylland, i den norra delen av landet, 230 km nordväst om Köpenhamn. Toppen på Søhedens Bakke är 112 meter över havet,. Søhedens Bakke ligger på ön Vendsyssel-Thy. Den ingår i Jyske Ås. Närmaste större samhälle är Brønderslev, 14 km väster om Søhedens Bakke. I omgivningarna runt Søhedens Bakke växer i huvudsak blandskog.